# سمات مندلية عند البشر
يجزم علم السمات المندلية عند البشر، ضمن علم الوراثة المندلية، أن الطفل الذي يتلقى أليلًا سائدًا من أي من الوالدين سوف يظهر لديه الشكل السائد للسمات الشكلية أو الخاصية المميزة. فقط أولئك الذين تلقوا أليلًا متنحيًا من كلا الوالدين، والمعروفون باسم أصحاب الاقترانية الزيجوتية، يظهر لديهم النمط الظاهري المتنحي. أما أولئك الذين تلقوا أليلًا سائدًا من أحد الوالدين وأليلًا متنحيًا من الوالد الآخر، فسيظهر لديهم الشكل السائد للسمات. تُعد الصفات المندلية البحتة أقلية ضئيلة بين باقي الصفات، إذ إن معظم السمات المظهرية تُظهر سيادة غير مكتملة، وسيادة مشتركة، ومساهمات من العديد من الجينات.
قد يتخطى النمط الظاهري المتنحي نظريًا أي عدد من الأجيال، ويبقى ساكنًا في الأفراد «الحاملين» غير المتجانسين زيجوتيًا إلى أن ينجبوا أطفالًا من شخص لديه أيضًا أليل متنحٍّ ويمررانه هذان الوالدان كلاهما إلى طفلهما.
تشمل الجينات التي لا تتبع الوراثة المندلية الصبغي واي Y البشري الذي ينتقل دون تغيير تقريبًا من الأب إلى الابن. وبالمثل، فإن الحمض النووي المتقدري لا يأتي إلا من الأم ويُعطى لكل من الذكور والإناث. تؤدي التعديلات الوراثية، والجينات المرتبطة، والجينات المكررة في مكان آخر من الجينوم أيضًا إلى وراثة غير مندلية للسمات.

## أمثلة
من هذه السمات:
- داء هنتنغتون
- متلازمة إهلرز-دانلوس
- مرض فابري
- استدامة إنزيم اللاكتيز
- اعتلال الأعصاب البصري الوراثي لليبر
- البرص (المهق)[2]
- البِيلَة الكابتونِيَّة (ألكابتنيوريا)
- التليف الكيسي
- الحثل العضلي الدوشيني
- السرطان القولوني المستقيمي اللاسليلي الوراثي
- الهيموفيليا
- برفيريا
- بيلة الفينيل كيتون
- داء الاصطباغ الدموي الوراثي
- داء تاي ساكس
- داء غوشيه
- رنح توسع الشعيرات
- شق اليد (فلح اليد)
- عمى الألوان (ذات اللون الأحادي - ازدواجية اللون - الرؤية ثلاثية الألوان)
- فرط كوليسترول الدم
- فقر الدم المنجلي
- قصر الأصابع
- لاتصنع الغضروف
- متلازمة سانفيليبو
- متلازمة سرطان المبيض الوراثي
- متلازمة مارفان
- متلازمة نش-نيهان
- مرض كرابي
- مرض نيمان-بيك
- وجود الغالاكتوز في الدم
- ورم أرومة الشبكية
- شمع الأذن الرطب (السائد) أو الجاف (المتنحي)؛ يُشاهد الجاف في الغالب عند الآسيويين والأمريكيين الأصليين[3]